# 本町車山蔵
本町車山蔵（ほんまちやまぐら）は、愛知県犬山市犬山東古券779にある建築物。犬山祭で用いられる山車の格納蔵である。車山蔵（やまぐら）として登録有形文化財。
犬山祭は「犬山祭の車山行事」として重要無形民俗文化財に指定されており、「山・鉾・屋台行事」のひとつとしてユネスコ無形文化遺産に登録されている。犬山祭では山車を車山（やま）と、車山を格納する蔵を車山蔵と呼び、それぞれの車山蔵が格納する車山は「犬山祭の車山」として愛知県有形民俗文化財に指定されている。

## 歴史

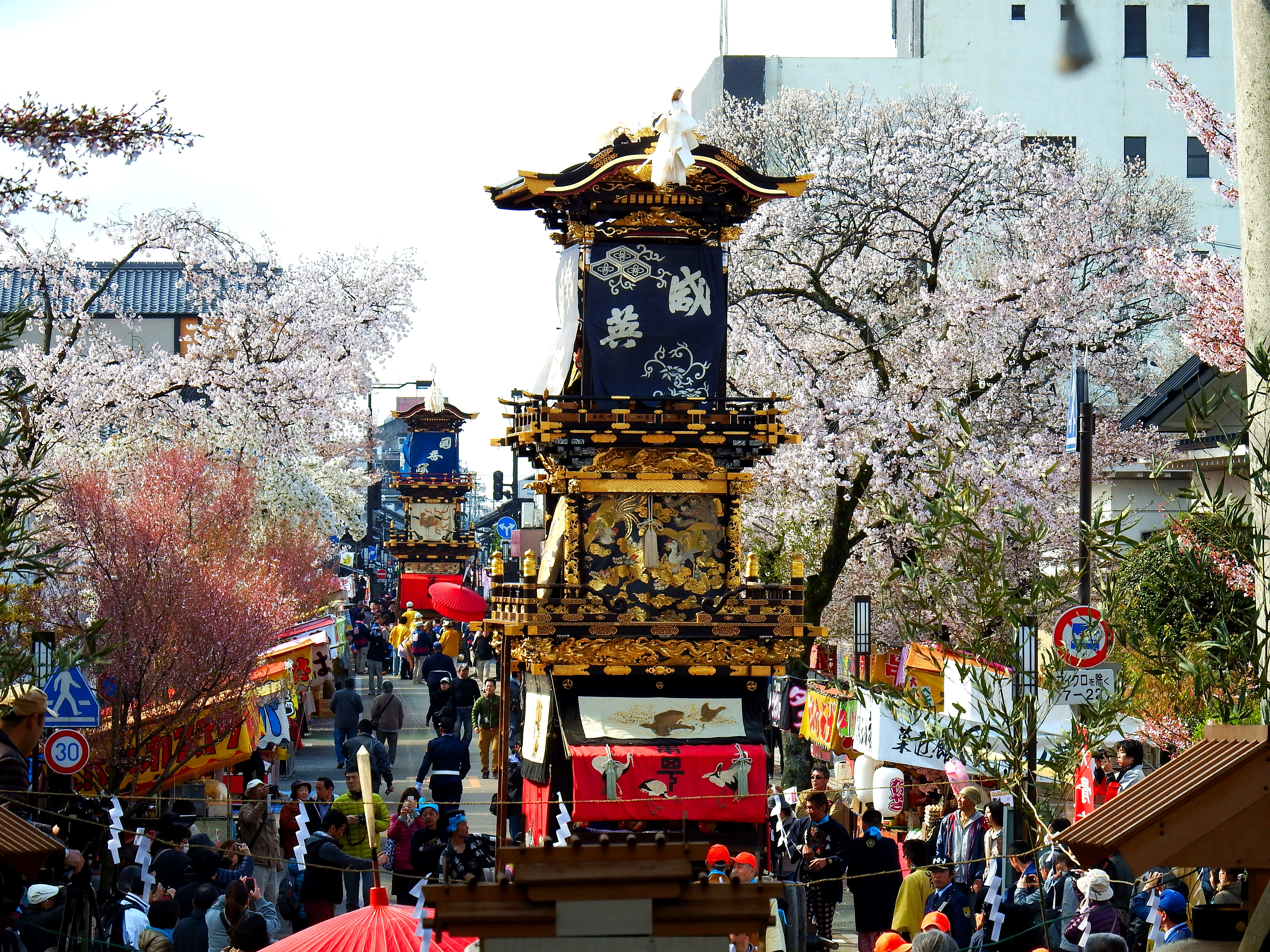
本町の咸英山

犬山祭は寛永12年（1635年）に遡る針綱神社の祭礼であり、寛永18年（1641年）以後には各町が競って車山（やま）と呼ばれる山車を曳き出すようになった。
1909年（明治42年）9月に本町車山蔵が建てられた。大工棟梁は市橋清次郎と廣瀬鉞太郎の兄弟であり、市橋家は犬山藩御用大工だった家である。本町車山蔵が格納する車山は「咸英山」（かんえいやま）であり、犬山祭に曳き出される13輌の車山の中で最も豪華であるとされる。
1999年（平成11年）8月23日、「車山蔵」として登録有形文化財に登録された。愛知県において蔵の登録は本町車山蔵が初である。なお、犬山市では同時に奥村家住宅主屋など9件、尾関家住宅主屋など2件も登録されている。木造の車山蔵が残っているのは本町と新町のみである。

## 建築
木造平屋建、切妻造、妻入、瓦葺。建築面積37平方メートル。間口4.55メートル、桁行8.22メートル。桁高7メートル。本町車山は3層であるが、2層まで組み立てた状態で格納することができる。